# Węgierska Policja

Logo Węgierskiej Policji

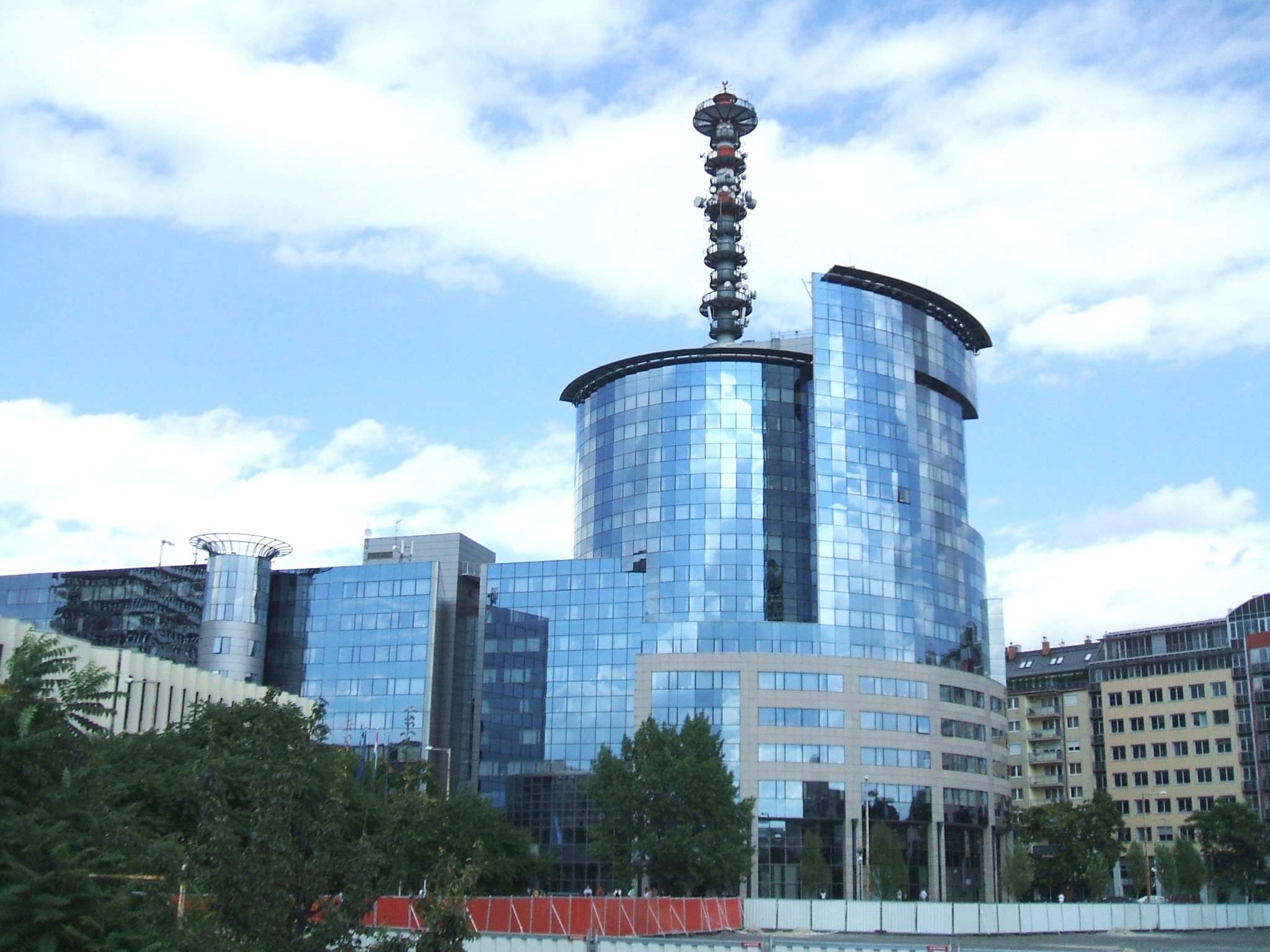
Siedziba Komendy Głównej Rendőrség w Budapeszcie

Węgierska Policja (węg. Rendőrség) – węgierska umundurowana i uzbrojona formacja będąca organem ścigania, służąca społeczeństwu i przeznaczona do ochrony życia i zdrowia ludzkiego, ochrony mienia oraz do utrzymywania bezpieczeństwa publicznego.
Węgierska Policja wypełnia takie obowiązki, jak prowadzenie śledztw, patrolowanie ulic, utrzymywanie porządku publicznego, a także kontrola graniczna. Znajduje się pod kontrolą węgierskiego Ministerstwa Spraw Wewnętrznych, chociaż kiedyś podlegała pod Ministerstwo Sprawiedliwości. Administracyjnie podzielona jest na regiony, powiaty i miasta. Służbę w niej pełni 44 tys. policjantów. W 2007 roku ostrzelano jej siedzibę w Budapeszcie.

## Stopnie
Oficerowie
|                               |                               |                           |                           |                                |                                |                   |                   |                        |                        |              |              |                  |                  |                     |                     |                     |                      |                      |                      | brak                       |                            |                            |                            |                            |                            |                            |                            |                            |                            |                            |                            |
| Altábornagy Generał porucznik | Altábornagy Generał porucznik | Vezérőrnagy Generał major | Vezérőrnagy Generał major | Dandártábornok Generał brygady | Dandártábornok Generał brygady | Ezredes Pułkownik | Ezredes Pułkownik | Alezredes Podpułkownik | Alezredes Podpułkownik | Őrnagy Major | Őrnagy Major | Százados Kapitan | Százados Kapitan | Főhadnagy Porucznik | Főhadnagy Porucznik | Főhadnagy Porucznik | Hadnagy Podporucznik | Hadnagy Podporucznik | Hadnagy Podporucznik | Honvédtisztjelölt Kandydat | Honvédtisztjelölt Kandydat | Honvédtisztjelölt Kandydat | Honvédtisztjelölt Kandydat | Honvédtisztjelölt Kandydat | Honvédtisztjelölt Kandydat | Honvédtisztjelölt Kandydat | Honvédtisztjelölt Kandydat | Honvédtisztjelölt Kandydat | Honvédtisztjelölt Kandydat | Honvédtisztjelölt Kandydat | Honvédtisztjelölt Kandydat |

Pozostali
|                                         |                                         |                                         |                                         |                                         |                                         |                              |                 |                                           |                                           |                                |                                |                                |                                |                                |                                |                   |                   |                   |                   |                   |                   |
| Főtörzszászlós Starszy chorąży sztabowy | Főtörzszászlós Starszy chorąży sztabowy | Főtörzszászlós Starszy chorąży sztabowy | Főtörzszászlós Starszy chorąży sztabowy | Főtörzszászlós Starszy chorąży sztabowy | Főtörzszászlós Starszy chorąży sztabowy | Törzszászlós Starszy chorąży | Zászlós Chorąży | Főtörzsőrmester Starszy sierżant sztabowy | Főtörzsőrmester Starszy sierżant sztabowy | Törzsőrmester Starszy sierżant | Törzsőrmester Starszy sierżant | Törzsőrmester Starszy sierżant | Törzsőrmester Starszy sierżant | Törzsőrmester Starszy sierżant | Törzsőrmester Starszy sierżant | Őrmester Sierżant | Őrmester Sierżant | Őrmester Sierżant | Őrmester Sierżant | Őrmester Sierżant | Őrmester Sierżant |

## Wyposażenie

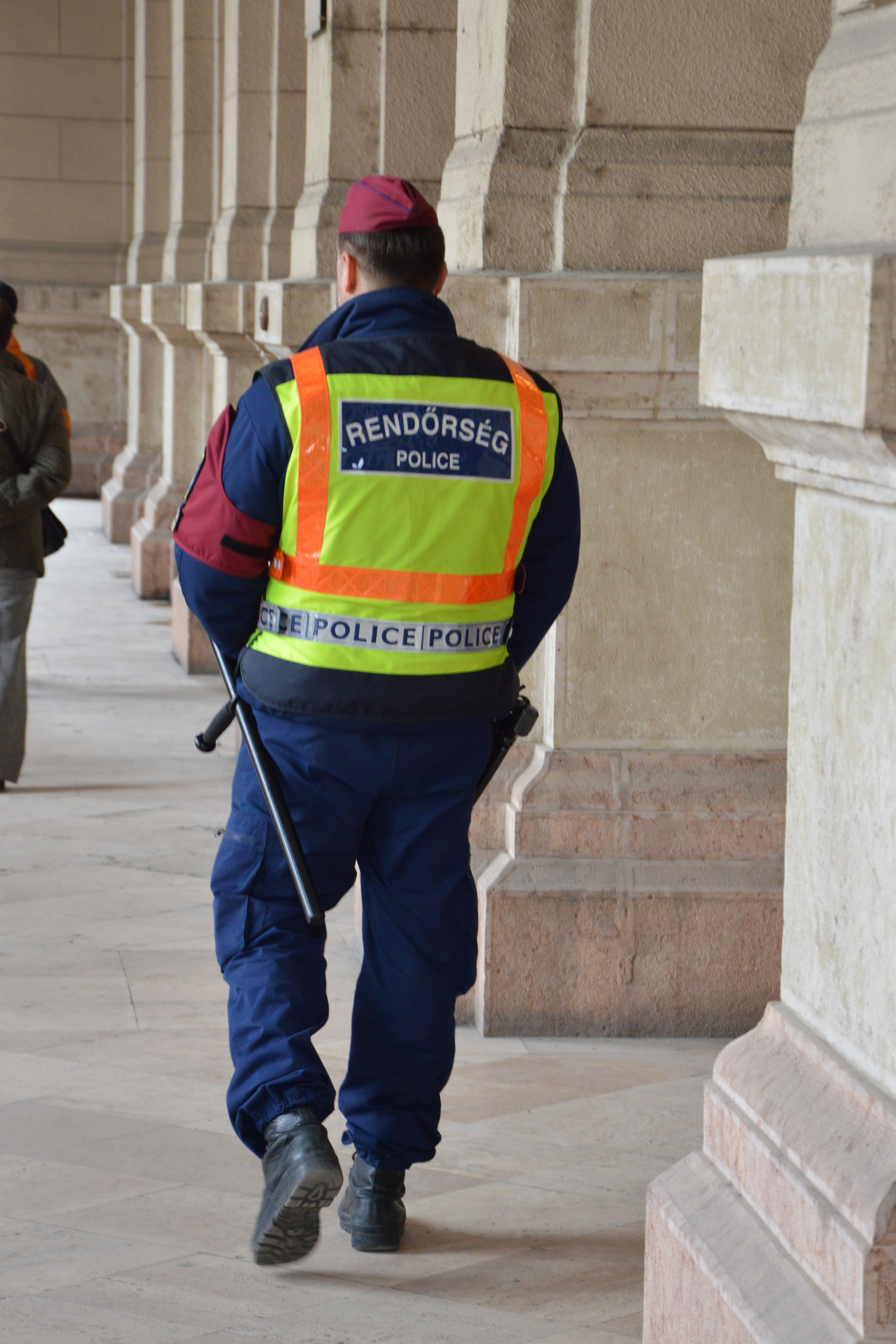
Węgierski policjant w Budapeszcie noszący furażerkę w kolorze wina burgundzkiego, charakterystyczny element umundurowania Pułku Szybkiego Reagowania. Funkcjonariusze tej jednostki często noszą także opaskę naramienną w tym kolorze. Na co dzień prowadzący działania patrolowe, pułk ten jest używany przez rząd w sytuacjach kryzysowych do przywrócenia porządku na ulicach. Widoczne są także standardowe elementy wyposażania policyjnego: pałka i służbowy pistolet

### Uzbrojenie
- Pistolet FEG P9R
- Pistolet HK USP
- Pistolet maszynowy MP5
- Karabin AMD-65
- Karabinek AK
- Karabin SWD
- Karabin Gepard M1
- Pistolet maszynowy Uzi
- Gaz CS
- Gazy pieprzowe MK-9 i MK-4
- Granatniki 40 mm

### Obecnie używane samochody

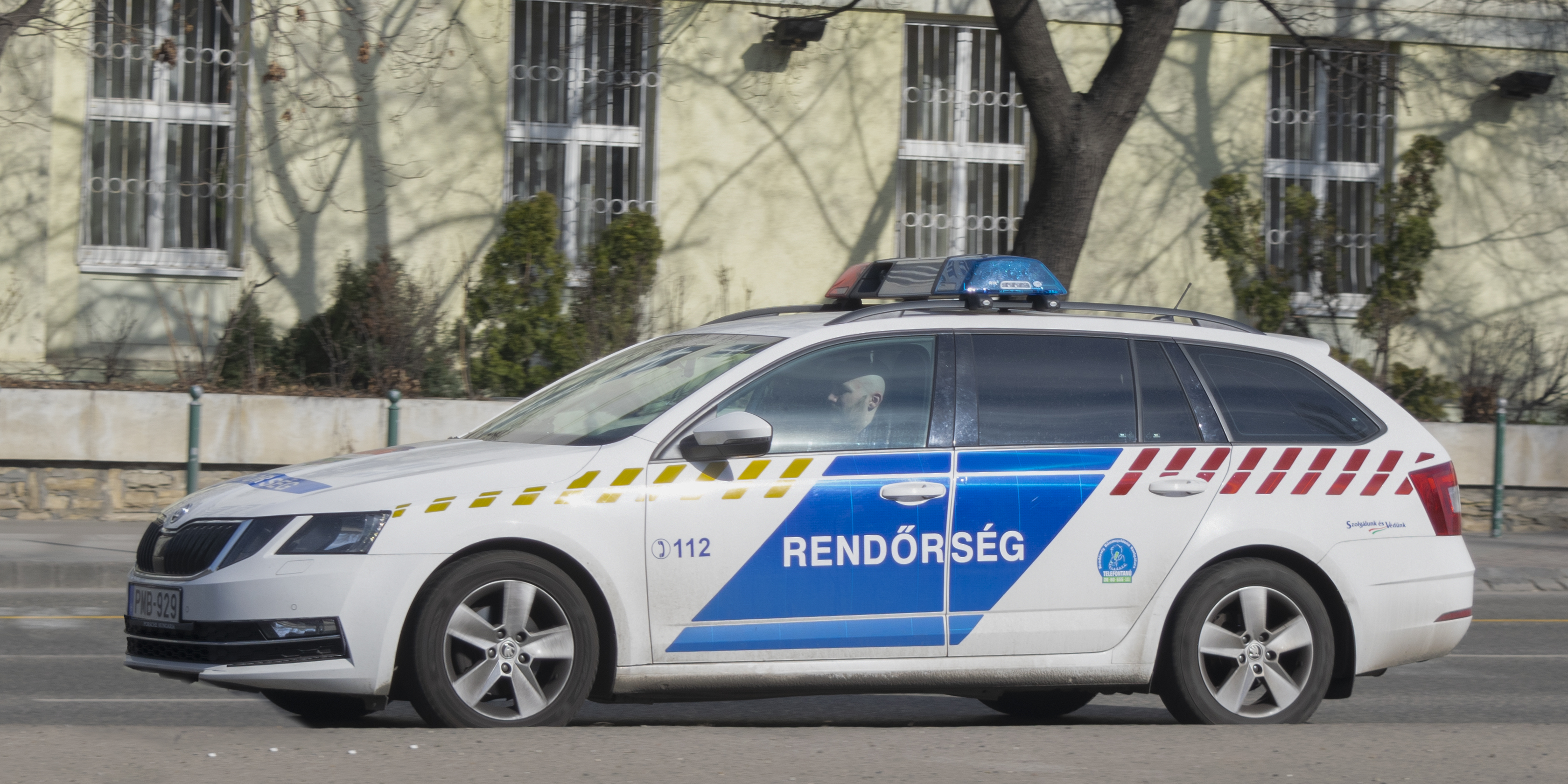
Škoda Octavia III

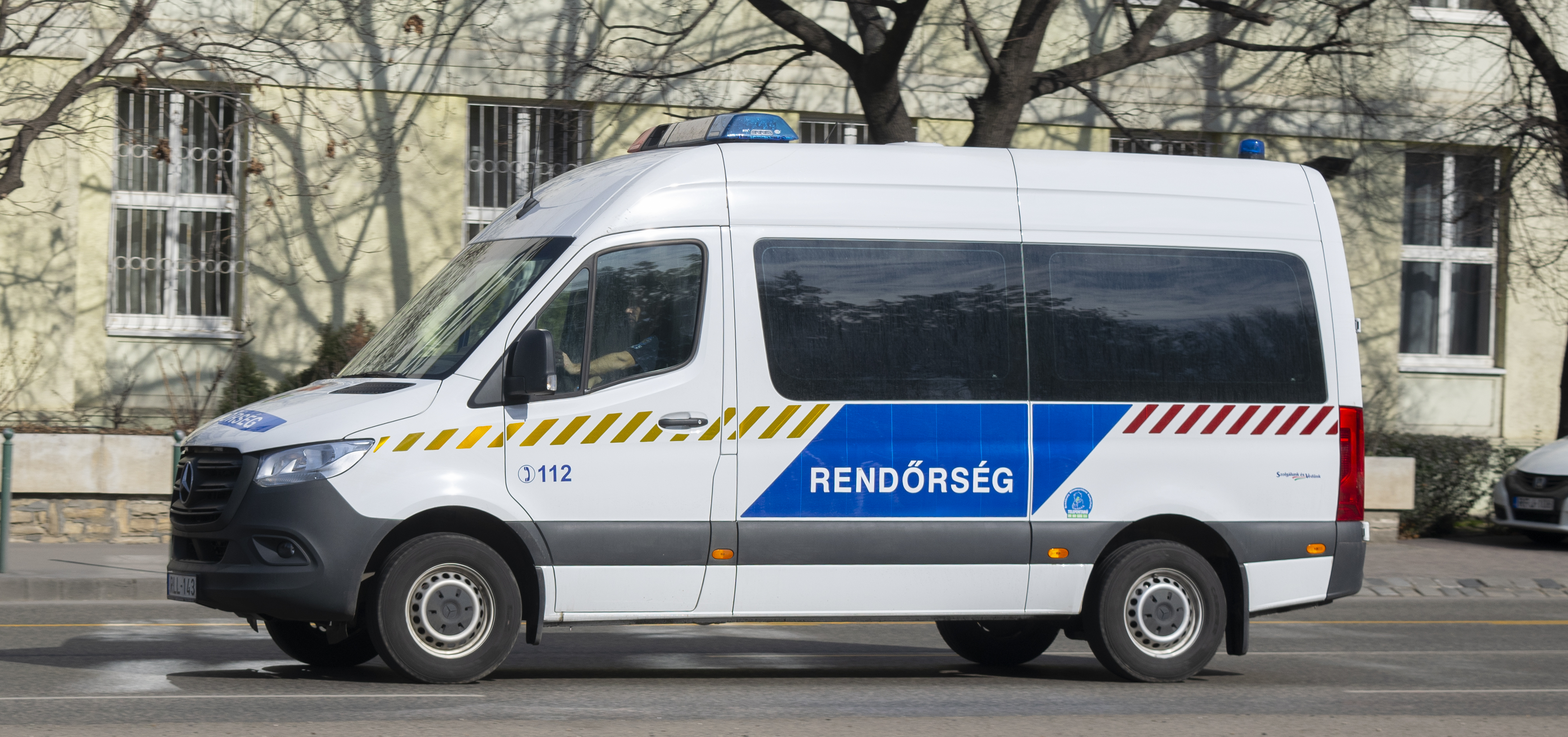
Mercedes Sprinter III

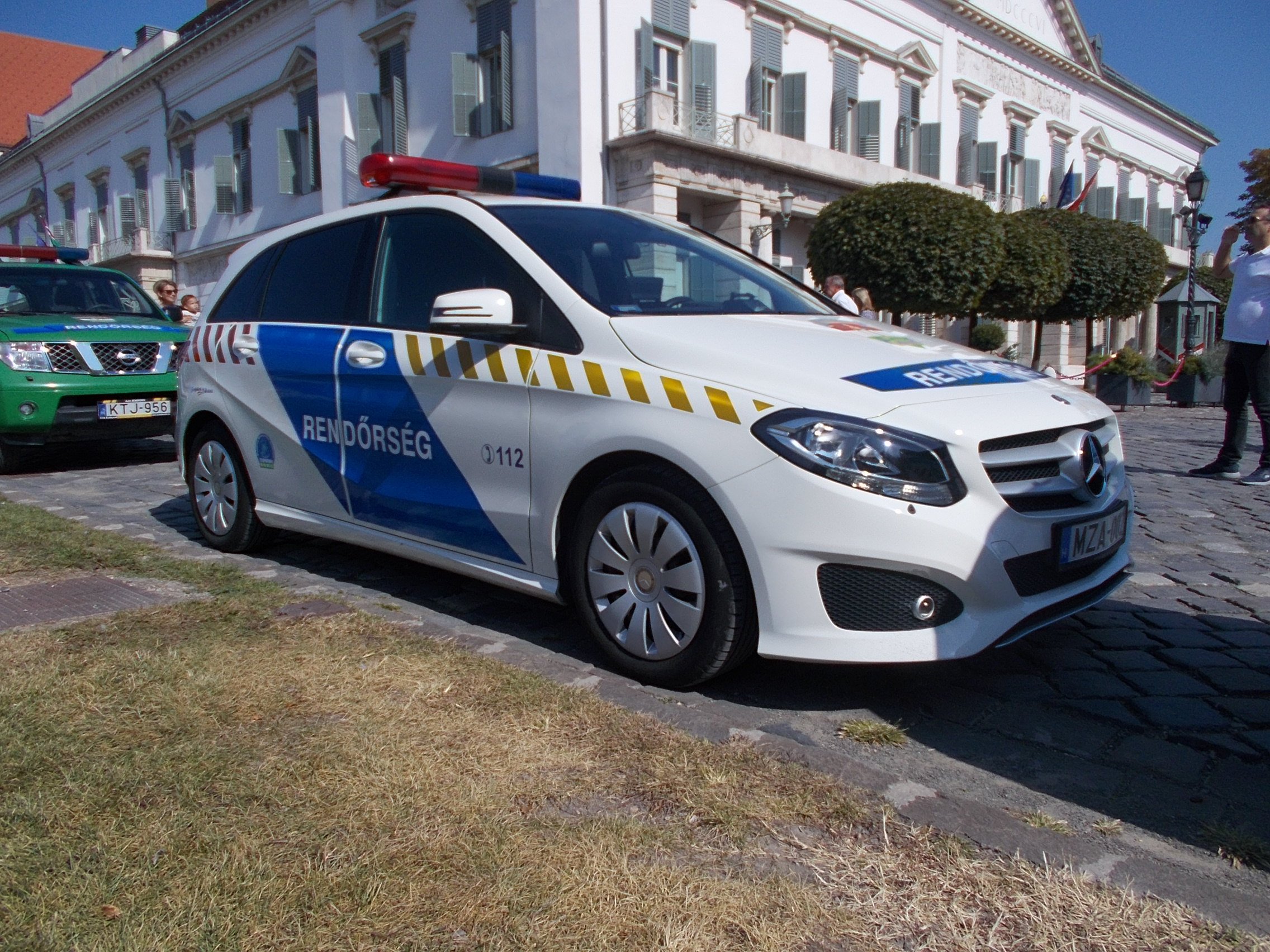
Mercedes-Benz klasy B

- Audi A6
- Audi A4
- Audi A3
- Audi TT
- Mercedes-Benz klasy B
- Mercedes-Benz Sprinter
- Mercedes-Benz Vito
- Nissan Navara
- Nissan Patrol
- Skoda Octavia
- Skoda Superb
- Skoda Yeti
- Opel Astra
- Opel Vivaro
- Suzuki Grand Vitara
- Volkswagen Caddy
- Volkswagen Transporter

### Dawniej używane samochody
- Łada 2101
- Łada 2105
- Łada 2107

### Inne pojazdy
- Yamaha FJR 1300
- Mi-2
- McDonnell Douglas MD-500
- McDonnell Douglas MD-902